# 屎蛋 (歌曲)
〈屎蛋〉是美國饒舌歌手阿姆的歌曲，其人聲採樣自英國歌手蒂朵，作為第三支單曲收錄於他的第三張專輯《超級大痞子》，由新視鏡唱片和後果娛樂於2000年10月發行。它登上英國、德國、愛爾蘭和澳洲等國的音樂排行榜冠軍。
這首歌採樣了蒂朵歌曲〈Thank You〉的前半部分，並由製作人45王稍作修改；兩首歌均在2000年末以單曲形式發行。〈屎蛋〉被視作阿姆的象徵性歌曲，和他最出色的歌曲之一。《滾石》雜誌在其「史上最偉大的500首歌曲」中將〈屎蛋〉排在第296名。VH1在「史上最偉大的嘻哈歌曲」名單中將這首歌列為第15名，更被編入摇滚名人堂「500首塑造搖滾樂的歌曲」。
這首歌獲得多個獎項提名，如MTV歐洲音樂大獎最佳歌曲；MTV音樂錄影帶大獎年度錄影帶、最佳饒舌錄影帶、最佳導演及最佳攝影。
歌曲名稱「Stan」後來變成一個俚語，指的是對某個名人過份癡迷或熱衷的粉絲。這個單字於2018年6月被收錄在《牛津英語詞典》中，並於2019年編進《韋伯字典》中。

## 大意
這首歌講述了一個名叫史丹利·「斯坦」·米契爾（Stanley "Stan" Mitchell）男子的故事，他自認是阿姆最忠實的粉絲，除了將「Slim Shady」刺在胸前，還會模仿阿姆歌曲中的行為，拿刀割自己的手腕。因寄給阿姆的三封信都遲遲沒有回信，他變得越來越暴躁憤怒。最終他服用了大量鎮靜劑和酒精，帶著懷孕的女友自殺身亡。

## 音樂錄影帶
該錄影帶由Dr. Dre和菲利普·阿特維爾執導，對歌曲情節做出字面上的描繪。其中戴文·薩瓦飾演男主角斯坦，蒂朵飾演他懷孕的女友。開頭斯坦在浴室將頭髮染成金色，因被女友叫成「史丹利」而生氣離開。後來他坐在一個貼滿阿姆海報的地下室，寫信表達他對偶像阿姆的最大忠誠。他了解阿姆個人生活的每一個細節。
斯坦希望阿姆透過私人信件或電話聯繫他，但由於某些意外導致信件未能及時送給阿姆。斯坦認為自己被忽視了，於是用錄音機記錄自己在風雨交加的高速公路上行駛的過程，並將他的女朋友鎖在後車箱裡。在這段過程中，斯坦引用了〈我叫什麼名〉的歌詞（我灌了五瓶伏特加，你猜我敢開車嗎），和一個關於菲爾·柯林斯歌曲〈In the Air Tonight〉的都市傳說，然後才發覺自己無法將這卷錄音帶交到阿姆手上。汽車隨後突破了橋樑屏障，終結了這兩名乘客的性命。當斯坦的母親和他的弟弟馬修拜訪他的墳墓時，看到馬修像斯坦一樣把頭髮染成金色。
阿姆後來終於有時間回應斯坦，他為他的遲到道歉、感謝他的支持，並表示對斯坦私生活的興趣。阿姆擔心斯坦的精神狀態，並希望他的命運不會像新聞報導上描述的那樣—一名男子酒後駕車墜橋，還把懷孕的女朋友綁在後車箱。其後阿姆才驚覺到肇事者就是斯坦，同時閃電的光芒映照在窗戶上，斯坦的鬼魂對他怒目而視。錄影帶最後以馬修盯著斯坦的墳墓作結。

## 樂評
〈屎蛋〉獲得了樂評界的好評，他們讚揚這首歌的敘事結構、情感刻劃及內容深度。Pitchfork稱它為「文化里程碑」。《娱乐周刊》的威爾·愛馬仕（Will Hermes）認為這首歌為饒舌開闢了新的領域，並說：「阿姆證明了自己是一位對語言力量有著深刻理解的絕世饒舌騷客。〈屎蛋〉，藝術家和一個危險狂粉間的書信交流，可能是有史以來對於偶像崇拜最動人的歌曲。」《洛杉磯時報》的羅伯特·希爾伯恩（Robert Hilburn）稱讚它的敘事方式，並稱它是專輯中最令人難忘的歌曲。
《新音樂快遞》雜誌稱讚這首歌：「〈屎蛋〉是一個精彩的短篇故事，對極端狂熱粉絲做了精明的研究。」衛星音樂網稱〈屎蛋〉採樣蒂朵的聲音，及使用雨和筆刷的音效讓這張專輯更豐富多彩。

## 影響
〈屎蛋〉被許多人列為有史以來最偉大的嘻哈歌曲之一。它在《Q》雜誌「歷史上最偉大的饒舌歌曲」名單中排名第三。在《滾石》雜誌的「史上最偉大的500首歌曲」中排名第290位；在2010年更新的榜單，它排在第296位。這首歌也在《滾石》「十年最佳歌曲」排名第十，並在「史上最偉大的100首嘻哈歌曲」排名第58。它在About.com的「前100名饒舌歌曲」中排名第45。在VH1的「史上最偉大的嘻哈歌曲」中排名第15。並被《Complex》雜誌評為十年最佳歌曲第46名。
2001年，阿姆正面臨恐同、仇女的指控。在當年的葛萊美獎上，阿姆的專輯《超級大痞子》拿下了最佳饒舌專輯獎，而他在典禮上邀請公開出櫃的歌手艾爾頓·強合體演出〈屎蛋〉。這場演出後來收錄進他2005年的精選專輯《精采大結局-精選＋新歌》。
歌曲名稱「Stan」後來變成一個俚語，被通俗的指對某人過份癡迷或熱衷的粉絲。這個單字於2018年6月被收錄在《牛津英語詞典》中，並於2019年編進《韋伯字典》中。
2020年12月，喜劇小品節目《週六夜現場》戲仿〈屎蛋〉的音樂錄影帶，將主角改名為「斯圖（Stu）」（皮特·戴維森飾演），他寫信求聖誕老人給他PS5。而阿姆本人也客串其中。

## 獲獎與提名
| 年份 | 典禮              | 獎項             | 結果 |
| ---- | ----------------- | ---------------- | ---- |
| 2001 | 黑人娱乐电视大奖  | 年度錄影帶       | 提名 |
| 2001 | MTV歐洲音樂大獎   | 最佳歌曲         | 提名 |
| 2001 | MTV音樂錄影帶大獎 | 年度錄影帶       | 提名 |
| 2001 | MTV音樂錄影帶大獎 | 最佳男性錄影帶   | 提名 |
| 2001 | MTV音樂錄影帶大獎 | 最佳饒舌錄影帶   | 提名 |
| 2001 | MTV音樂錄影帶大獎 | 最佳導演的錄影帶 | 提名 |
| 2001 | MTV音樂錄影帶大獎 | 最佳攝影的錄影帶 | 提名 |

## 排行榜
| 榜單（2000–2001年）                     | 峰值 |
| --------------------------------------- | ---- |
| 澳大利亚（澳大利亚唱片业协会單曲榜）    | 1    |
| 奥地利（Ö3四十强单曲榜）                | 1    |
| 比利时佛兰德（Ultratop五十强单曲榜）    | 3    |
| 比利时瓦隆（Ultratop五十强单曲榜）      | 2    |
| 巴西（Brasil Hot 100 Airplay）          | 1    |
| 加拿大（尼爾森音樂調查）                | 27   |
| 克羅埃西亞（HRT）                       | 6    |
| 丹麥（Hitlisten单曲榜）                 | 1    |
| 歐洲（欧洲百强单曲榜）                  | 1    |
| 芬兰（芬蘭官方單曲榜）                  | 1    |
| 法国（法國唱片出版業公會單曲榜）        | 4    |
| 德国（德國官方單曲榜）                  | 1    |
| 冰島（Íslenski listinn）                | 1    |
| 愛爾蘭（愛爾蘭唱片音樂協會单曲榜）      | 1    |
| 意大利（意大利音乐产业联盟单曲榜）      | 1    |
| 荷兰（荷蘭四十強單曲榜）                | 2    |
| 荷兰（百强单曲榜）                      | 3    |
| 新西兰（新西兰唱片音乐协会单曲榜）      | 14   |
| 挪威（世道單曲榜）                      | 3    |
| 波蘭（波蘭熱播榜）                      | 21   |
| 葡萄牙（葡萄牙唱片業協會）              | 3    |
| 羅馬尼亞（羅馬尼亞百大單曲榜)           | 1    |
| 蘇格蘭（官方榜单公司單曲榜）            | 1    |
| 西班牙（西班牙音樂製作協會）            | 3    |
| 瑞典（瑞典最熱榜）                      | 3    |
| 瑞士（瑞士热门音乐榜）                  | 1    |
| 英國（官方榜单公司單曲榜）              | 1    |
| 美国（《告示牌》百大單曲榜）            | 51   |
| 美國（《告示牌》Hot R&B/Hip-Hop Songs） | 36   |
| 美國（《告示牌》Pop Airplay）           | 33   |
| 美國（《告示牌》Rhythmic Songs）        | 9    |

| 榜單（2000年）                  | 峰值 |
| ------------------------------- | ---- |
| 瑞典（瑞典最熱榜）              | 49   |
| 英國（官方榜单公司單曲排行榜 ） | 6    |

| 榜單（2001年）                  | 峰值 |
| ------------------------------- | ---- |
| 澳洲（澳大利亚唱片业协会榜）    | 6    |
| 澳洲（奧地利Ö3四十強音樂榜）    | 6    |
| 比利時（Ultratop法蘭德斯）      | 31   |
| 比利時（Ultratop瓦倫）          | 20   |
| 法國（法國唱片出版業公會）      | 29   |
| 德國（GfK娱乐榜单）             | 18   |
| 荷蘭（荷蘭四十強單曲榜）        | 80   |
| 荷蘭（荷蘭百大單曲榜）          | 55   |
| 羅馬尼亞（羅馬尼亞百大單曲榜）  | 28   |
| 瑞典（瑞典最熱榜）              | 55   |
| 瑞士（瑞士热门音乐榜）          | 3    |
| 英國（官方榜单公司單曲排行榜 ） | 74   |

| 榜單（2000–09年）               | 峰值 |
| ------------------------------- | ---- |
| 澳洲（澳大利亚唱片业协会榜）    | 94   |
| 德國（GfK娱乐榜单）             | 79   |
| 英國（官方榜单公司單曲排行榜 ） | 21   |

## 認證
|relyear=2000|certyear=2018}}
| 地區                                                       | 认证    | 认证单位/销量 |
| ---------------------------------------------------------- | ------- | ------------- |
| 澳大利亚（澳大利亚唱片业协会）                             | 2× 白金 | 140,000^      |
| 奥地利（國際唱片業協會奧地利分會）                         | 金      | 25,000*       |
| 比利时（比利時唱片音樂協會）                               | 白金    | 50,000*       |
| 丹麦（國際唱片業協會丹麥分會）                             | 金      | 45,000‡       |
| 法国（法國唱片出版業公會）                                 | 白金    | 500,000*      |
| 德国（聯邦音樂產業協會）                                   | 白金    | 500,000^      |
| 意大利（意大利音乐产业联盟）                               | 金      | 25,000‡       |
| 荷兰（荷蘭音像製品製作與進口協會）                         | 金      | 40,000^       |
| 瑞士（國際唱片業協會瑞士分会）                             | 金      | 25,000^       |
| 英国（英国唱片业协会）                                     | 2× 白金 | 1,470,000     |
| 美国（美國唱片業協會）                                     | 2× 白金 | 2,000,000‡    |
| *僅含認證的實際銷量 ^僅含認證的出貨量 ‡僅含認證的+實際銷量 |         |               |

## 參與人員
人員名單出自互联网电影资料库。
- 演唱和歌詞 – 阿姆、蒂朵
- 製作 – 阿姆、45王（英语：The 45 King）
- 混音 – 阿姆
- 吉他和貝斯 – 麥克·埃利松多（英语：Mike Elizondo）
- 鍵盤 – 麥克·埃利松多、湯米·卡斯特（英语：Tommy Coster）
- 執行製作 – Dr. Dre
- 作曲– 馬紹爾·馬瑟斯、蒂朵、45王

錄影帶
- 錄影帶製作 – 克里斯·帕拉迪諾
- 攝影 – 達魯休·沃爾斯基（英语：Dariusz Wolski）
- 導演 – 菲利普·阿特維爾（英语：Philip Atwell）、Dr. Dre
- 演員 – 戴文·薩瓦、蒂朵、內森·馬瑟斯、阿姆

## 曲目清單
| 曲序     | 曲目                                                     | 词曲                                    | 製作人                      | 时长  |
| -------- | -------------------------------------------------------- | --------------------------------------- | --------------------------- | ----- |
| 1.       | Stan（廣播剪輯）                                         | 馬紹爾·馬瑟斯 蒂朵·阿姆斯壯 保羅·赫爾曼 | 45王 （ 英语 ： The 45 King） 阿姆 [a] | 5:33  |
| 2.       | Guilty Conscience（含有槍聲的廣播版本）                  | 馬瑟斯 安德烈·楊格                      | Dr. Dre 阿姆 [a]            | 3:21  |
| 3.       | Hazardous Youth（無伴奏合唱版本）                        | 馬瑟斯                                  |                             | 0:46  |
| 4.       | Get You Mad（Sway & King Tech，DJ Revolution和阿姆客串） | 馬瑟斯                                  | DJ King Tech                | 4:22  |
| 总时长： | 总时长：                                                 | 总时长：                                | 总时长：                    | 14:02 |

註釋
- ^[a] 表示聯合製作人。

## 外部鏈結
- YouTube上的〈Stan (Long Version)〉音樂錄影帶